# خانه جهانه
خانه جهانه مربوط به دوره صفوی است و در شهرستان نطنز، روستای ابیانه، محله پل واقع شده و این اثر در تاریخ ۳۰ تیر ۱۳۸۴ با شمارهٔ ثبت ۱۲۱۱۰ به‌عنوان یکی از آثار ملی ایران به ثبت رسیده است.